# اندیس نصرآباد
نصرآباد یک اندیس فلزی است که در حوالی شهر خضر آباد استان یزد قرار دارد و مادهٔ معدنی موجود در آن، سرب و روی است.سنگ میزبان این اندیس آهک(سازند نایبند) است و دیرینگی آن به دوران تریاس می‌رسد. در این اندیس، پاراژنز‌های باریت,کلسیت,مس یافت می‌شوند.